# Mödlinger Lokomotivfabrik

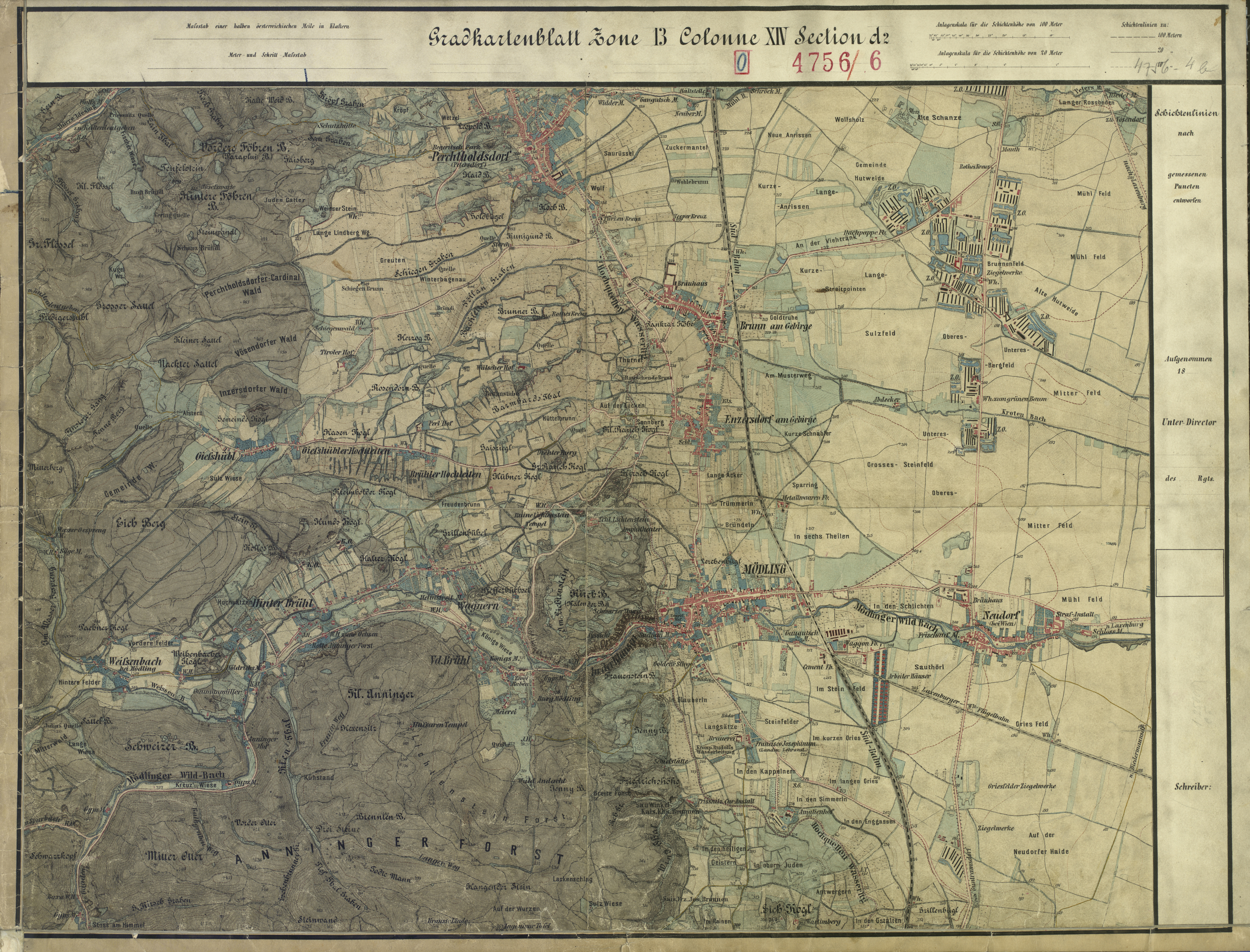
Aufnahmeblatt von 1872, in der die Waggonfabrik bereits eingezeichnet ist

Von der Mödlinger Lokomotivfabrik gebaute Lok der Reihe I der Kronprinz Rudolf-Bahn

Die Mödlinger Lokomotivfabrik in Mödling (Niederösterreich) (Lokomotiv- und Waggonbauanstalt) war einer der kurzlebigsten Industriebetriebe Österreichs, die sich mit dem Lokomotivbau befassten. 

## Geschichte
Die Fabrik wurde 1872 an Stelle einer alten freistehenden Mühle (Niedere Trausnit 15. Jhd., Krumm 18. Jhd.) gegründet, stellte aber bereits zwei Jahre später auf Grund der Wirtschaftskrise von 1873 die Lokomotivproduktion ein und wurde aufgelöst.
Die Lokomotivfabrik produzierte daneben auch Waggons und andere Maschinen. Auf alten Karten wird die an einem Mühlbach des  Mödlinger Wildbaches gelegene Fabrik auch öfter auch als Lokomotiv- und Waggonfabrik oder nur Waggonfabrik bezeichnet. 

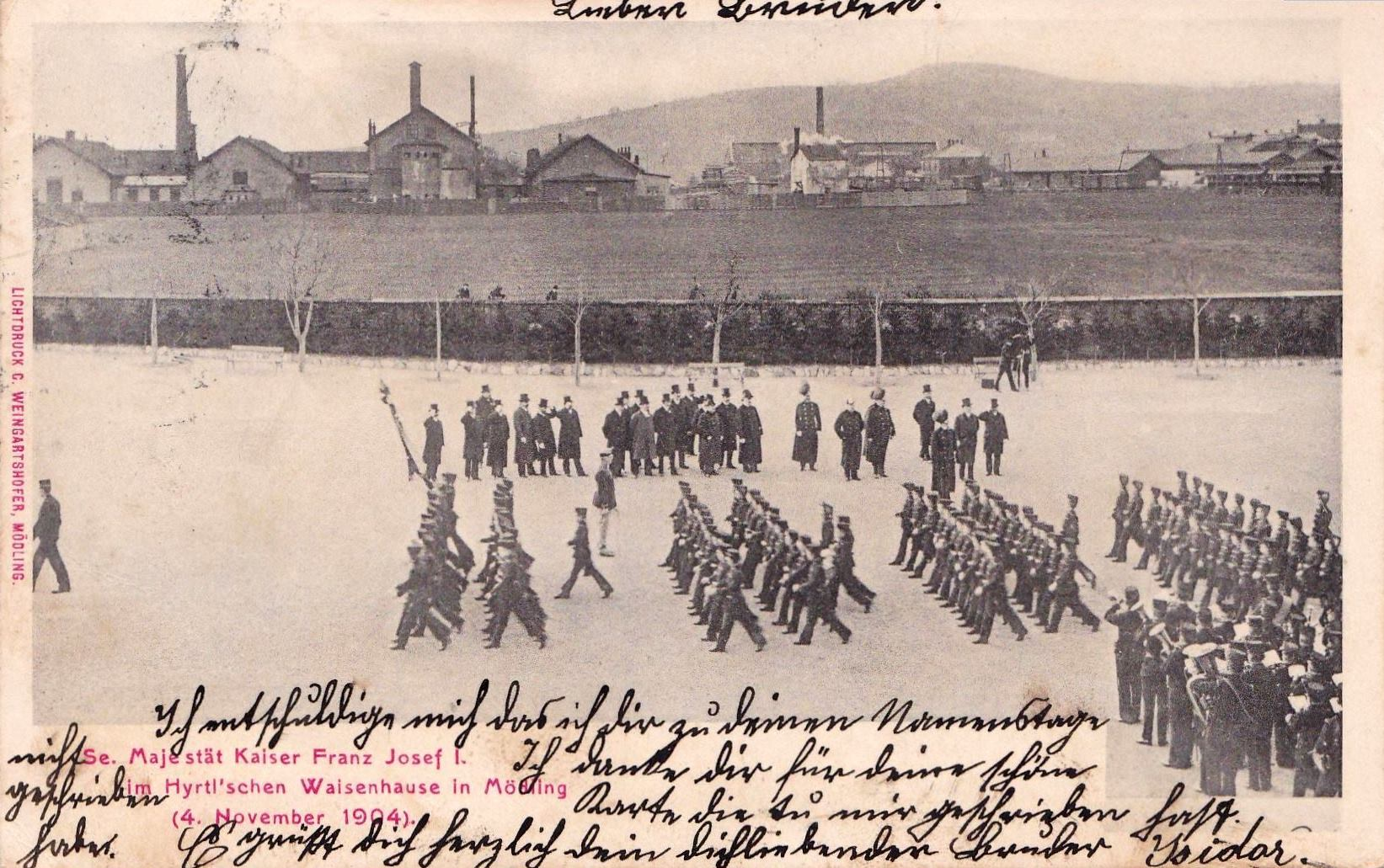
Kaiserbesuch im Waisenhaus Mödling, mit Blick über den Mödlingbach zur Fabrik 1904

Es wurden nur 40 Lokomotiven gebaut, von denen aber kein Exemplar mehr erhalten ist. In dem stillgelegten Werk wurde später von Alfred Fränkel – einem Onkel des Großvaters des späteren US-Vizepräsidenten John Kerry – eine Schuhfabrik errichtet. Der Standort war an der Stelle, an der heute die Bezirkshauptmannschaft steht.
Zeitgleich mit der Gründung des Unternehmens wurde auch eine Arbeitersiedlung mit über 30 Häusern errichtet. Diese Siedlung, die später auch als „Kolonie“ oder auf Grund der späteren Schuhfabrik als Schusterhäuser bezeichnet wird, besteht heute noch und wurde 1979 unter Ensembleschutz gestellt.